# Resolución 45/20 del Consejo de Derechos Humanos de las Naciones Unidas
La resolución 45/20 del Consejo de Derechos Humanos de las Naciones Unidas fue una resolución adoptada el 6 de octubre de 2020 con respecto a Venezuela, donde la comunidad internacional manifestó que condena la represión política realizada por el gobierno de Nicolás Maduro y la obstaculización de «elecciones libres, limpias, transparentes y creíbles». A su vez, se prorrogó hasta septiembre de 2022 la misión independiente decretada en la Resolución 42/25 y se le pidió al gobierno de Maduro a atender las denuncias realizadas por la Alta Comisionada de Derechos Humanos, Michelle Bachelet.

## Contenido de la resolución
La resolución emitida «expresa profunda preocupación porque la inseguridad de la permanencia en los cargos, la falta de transparencia en el proceso de nombramiento de jueces y fiscales, la precariedad de las condiciones de trabajo y las injerencias políticas, también en lo que respecta a los miembros del Tribunal Supremo, que carecen de independencia de las autoridades y el partido en el poder, socavan la independencia del sistema de justicia, contribuyen a la impunidad y a la persistencia de las violaciones de los derechos humanos y obstaculizan la celebración de elecciones libres, limpias, transparentes y creíbles».
Por otro lado, también se «condena enérgicamente los actos generalizados de represión y persecución selectivas por motivos políticos, como el uso excesivo de la fuerza, las detenciones arbitrarias, la tortura, los malos tratos, las ejecuciones extrajudiciales y las desapariciones forzadas, cometidos por las fuerzas de seguridad, así como el quebrantamiento de la independencia de la Asamblea Nacional, también en lo que se refiere a su presidencia y al ejercicio de sus funciones en relación con el Consejo Nacional Electoral».
A su vez, se manifestó «preocupación porque la pandemia de enfermedad por coronavirus (COVID-19) está agravando la situación en Venezuela».

## Votación
La resolución fue aprobada con 22 votos a favor, 3 en contra y 22 abstenciones.
Los países que votaron a favor fueron Alemania, Argentina, Australia, Austria, Bahamas, Brasil, Bulgaria, Chequia, Chile, Dinamarca, Eslovaquia, España, Fiji, Islas Marshall, Italia, Japón, Países Bajos, Perú, Polonia, República de Corea, Ucrania y Uruguay.
Los países que votaron en contra fueron Eritrea, Filipinas y Venezuela.
Los países que se abstuvieron de votar fueron Afganistán, Angola, Armenia, Baréin, Bangladesh, Burkina Faso, Camerún, India, Indonesia, Libia, Mauritania, México, Namibia, Nepal, Nigeria, Pakistán, Qatar, República Democrática del Congo, Senegal, Somalia, Sudán y Togo.